# طريق الولايات المتحدة 20
طريق الولايات المتحدة 20  هو طريق سريع بين شرق وغرب الولايات المتحدة ويمتد من إقليم الشمال الغربي الهادئ وصولًا إلى نيو إنجلاند. يشير الرقم "0" في رقم الطريق الي أن US 20 هو طريق رئيسي من الساحل إلى الساحل. يمتد على مسافة 3،365 ميلاً (5،415 كم) ، وهو أطول طريق في الولايات المتحدة ، وهذا الطريق موازٍ تقريبًا للطريق السريع الأحدث 90 (I-90)